# Megapsyrassa xestioides
Megapsyrassa xestioides är en skalbaggsart som först beskrevs av Bates 1872. Megapsyrassa xestioides ingår i släktet Megapsyrassa och familjen långhorningar.
Artens utbredningsområde är:
- Costa Rica.
- Honduras.
- Nicaragua.
- Panama.

Inga underarter finns listade i Catalogue of Life.